# Stefan Collier
Stefan Collier (Lisse, 14 augustus 1998) is een Nederlands acteur.
Collier vertolkte als jeugdacteur de jonge Willem-Alexander in de televisieserie Beatrix, Oranje onder vuur uit 2012. Hij speelde de hoofdrol van Jochem in de speelfilm Spijt! uit 2013, een verfilming van een boek van Carry Slee.

## Filmografie
- 2010: Papier hier als Jonge Gijs (korte film)
- 2012: Beatrix, Oranje onder vuur als Alexander (2 afleveringen)
- 2013: Spijt! als Jochem
- 2015: De reünie als Olafs vriend
- 2016: Moordvrouw als Vriend van Wouter (Aflevering: Patstelling)
- 2019: Veevoer als Michael (korte film)
- 2019: Raging Voyage als Kevin
- 2020: Flikken Maastricht (Aflevering: Museum)
- 2021: Raging Descent

- Nederlandse Thesaurus van Auteursnamen: 36982914X
- Virtual International Authority File: 305834870
- WorldCat: E39PBJckM9vcxTPHtYdcdWxVYP